# Jože Pirjevec
Jože Pirjevec [jóže pírjevec] (nekaj časa Giuseppe Pierazzi), slovenski zgodovinar, * 1. junij 1940, Trst.
Pirjevec je član Slovenske akademije znanosti in umetnosti.

## Življenje
Prvih sedem let je živel v Sežani. Leta 1947 se je njegova družina preselila v Trst. Njegova mlajša sestra Marija Pirjevec je prevajalka in literarna zgodovinarka.
Po maturi na klasični gimnaziji se je vpisal na Filozofsko fakulteto Univerze v Trstu, kjer je leta 1966 diplomiral iz zgodovine. Na Univerzi v Pisi (Scuola normale superiore) se je izpopolnjeval dve leti in tudi tam leta 1971 diplomiral. Šolanje je nadaljeval še na Diplomatski akademiji na Dunaju. Leta 1976 je doktoriral s tezo Niccolò Tommaseo med Italijo in Slavijo na Filozofski fakulteti v Ljubljani pod mentorstvom akademika Frana Zwittra.
Leta 1971 je začel s svojo akademsko kariero. Poučeval je zgodovino Vzhodne Evrope na univerzah v Pisi, Trstu ter kot redni profesor na fakulteti za politične vede Univerze v Padovi. Nekaj let je bil vodja oddelka za zgodovino na Fakultete za humanistične študije Univerze na Primorskem. Leta 1995 je bil izvoljen za (zunanjega) dopisnega, 2005 za izrednega in leta 2009 za rednega člana Slovenske akademije znanosti in umetnosti. Prejel je mdr. priznanje ambasador Republike Slovenije v znanosti (2007).
Sprva je raziskoval odnose med Italijo in južnimi Slovani med risorgimentom v sredini 19. stoletja. Nadaljeval je z raziskovanjem ruske zgodovine v drugi polovici 19. stoletja. Od leta 1980 je raziskoval zgodovino Jugoslavije, jugoslovanske vojne in zgodovino Slovencev v Italiji. Kot poznavalec sodobne zgodovine srednje Evrope je nastopal z referati na zgodovinskih kongresih. Njegova bibliografija obsega okoli 200 enot. S tujimi štipendijami je raziskoval gradivo v angleških, ameriških, italijanskih, ruskih in nemških arhivih. Je scenarist dokumentarne televizijske serije o Slovencih v 20. stoletju Dnevnik nekega naroda za TV Slovenija.
Je javni intelektualec. Odkar je znova pridobil slovensko državljanstvo, se je dejavno vključil v kulturnopolitično življenje v Sloveniji.
Leta 1990 je bil aktivni član Slovenske skupnosti, sredinsko usmerjene stranke slovenske manjšine v italijanski avtonomni deželi Furlaniji - Julijski krajini. Od leta 2005 je bil aktiven član Liberalne demokracije Slovenije. Leta 2008 je neuspešno kandidiral za slovenski parlament v volilnem okolišu Sežana. Leta 2013 je bil aktiven med protesti proti aktualni politiki in je nato napovedal ustanovitev svoje stranke.
Pirjevec ima slovensko in italijansko državljanstvo. Poleg slovenščine in italijanščine tekoče govori angleško, nemško, srbohrvaško, francosko in rusko. Čeprav rojen kot Jože Pirjevec, je v mlajših letih uporabljal poitalijančeno različico imena Giuseppe Pierazzi.
Je član svetovalnega odbora Evropskega združenja za zgodovino pedagogike (EUROCLIO). Leta 2007 je dobil priznanje Ambasador Republike Slovenije v znanosti.
Ne moreš obsoditi neke ideologije, ki trdi, da morajo biti vsi ljudje enaki. 
(Jože Pirjevec o komunizmu, Dnevnik, 25. julij 2012)

## Dela (monografije)

### V slovenščini
- Tržaški vozel : o zgodovinskih dogodkih in političnem razvoju v letih 1945-1980, Trst, 1985.
- Tito, Stalin in Zahod, Ljubljana, 1987.
- Jugoslavija 1918-1992: Nastanek, razvoj ter razpad Karadjordjevićeve in Titove Jugoslavije, Koper 1995; 2. izdaja: Ljubljana, 2025
- Jugoslovanske vojne 1991-2001, Ljubljana 2003.
- Zgodovina Slovencev v Italiji 1866-2000 (soavtorica Milica Kacin-Wohinz), Ljubljana, 2000.
- "Trst je naš!" Boj Slovencev za morje (1848-1954), Ljubljana, 2007.
- Tito in tovariši, Ljubljana, 2011. ISBN 978-961-231-844-4
- Fojbe (soavtorji Nevenka Troha, Gorazd Bajc, Darko Dukovski, Guido Franzinetti), Ljubljana, 2011.
- Partizani, Ljubljana, 2020.
- Glossae (izbor tedenskih glos, objavljenih v Primorskem dnevniku 1978-2020) (izbor Anton Rupnik, 2020)

### V italijanščini
- Niccolò Tommaseo tra Italia e Slavia. Benetke, 1977.
- Storia della Russia del XIX secolo (1800-1917). Padova, 1984.
- Tito, Stalin e l'Occidente. Trst, 1985.
- Trieste, città di frontiera. Trst, 1989.
- Il gran rifiuto: guerra fredda e calda tra Tito, Stalin e l'Occidente. Trst, 1990
- Il Giorno di san Vito: Jugoslavija 1918-1992: storia di una tragedia. Torino, 1993.
- Serbi, Croati, Sloveni : storia di tre nazioni. Bologna, 1995.
- z Marto Verginello in Robertom Spazzalijem, L'altra resistenza: la guerra di liberazione a Trieste e nella Venezia Giulia. Trst, 1995.
- (skupaj z Milico Kacin Wohinz) Storia degli Sloveni in Italia, 1866-1998. Benetke, 1998.
- Le guerre jugoslave, 1991-1999. Torino, 2001.
- Foibe: una storia d'Italia. Torino, 2009.
- Tito e i suoi compagni, 2015

### V angleščini
- Tito and His Comrades, 2018